# Куликовский, Гурий Николаевич
Гурий Николаевич Куликовский (23 апреля 1919, Новоминская, Кубань — 11 сентября 1984, Бруквилль, Канада) – младший сын великой княгини Ольги Александровны (1882—1960) и полковника Николая Александровича Куликовского (1881—1958), внук императора Александра III и императрицы Марии Федоровны, племянник императора Николая II.

## Биография
Гурий Николаевич Куликовский родился 23 апреля 1919 года в станице Новоминской на Кубани. Он получил имя в честь одного из героев Первой мировой войны Ахтырского гусарского полка (чьим шефом была Ольга Александровна) Гурия Панаева.
Вместе с семьёй эмигрировал в Данию в феврале 1920 года. Со старшим братом Тихоном воспитывался при дворе своей бабушки, Вдовствующей Императрицы Марии Фёдоровны, в Видере. Гурий Николаевич вместе с братом посещал обычную датскую школу. Но, в дополнение к датскому образованию, сыновья Великой Княгини учились в русской школе в Париже, при храме Святого Александра Невского. Как и старший брат, Тихон, Гурий Николаевич служил в Датской Королевской лейб-гвардии, став гусаром, а затем кавалеристом. Был близким другом Кристиана фон Шальбурга; в 1941 году последний предложил братьям вступить в войска СС, на что получил твёрдый отказ. В 1948 году он ушёл со службы в чине капитана.

## Браки и дети
Жена (с 10 мая 1940 года): Рут Шварц (06.02.1921 — 22.07.2015), дочь мелкого торговца в Баллерупе.
У супругов в браке родилось трое детей:
- Ксения (род. 29.07.1941)
Её сын — Куликовский-Ларсен, Пол Эдвард (Paul Edward Kulikovsky, род. 1960).
- Леонид (род. 2.05.1943 — 27.09.2015, скончался в городке Кэтрин в Австралии (Северная территория).
- Александр (род. 29.11.1949)

В 1956 году супруги развелись. Через несколько лет он женился на Азе Гагариной (01.08.1924 — 2012).

## Жизнь в Канаде
В 1948 году Куликовские эмигрировали в Канаду. Там Куликовский стал учителем, преподавал славянские языки и культуру в Оттаве. Обучал русскому языку канадских пилотов, считая, что во время холодной войны любой солдат должен знать русский. Скончался 11 сентября 1984 года в Бруквилле и был похоронен на кладбище Oakland cemetery. Его вдова, Аза Куликовская жила в Бруквилле до самой своей смерти в 2012 году.